# Władysław Piskozub (sędzia)
Władysław Piskozub (ur. 9 sierpnia 1875, zm. 21 lutego 1936) – polski nauczyciel.

## Życiorys
Urodził się 9 sierpnia 1875. Do 1918 w randze sędziego powiatowego był sędzią C. K. Sądu Obwodowego w Kołomyi. Po odzyskaniu przez Polskę niepodległości był sędzią Sądu Okręgowego w Kołomyi do około 1929. Pełnił funkcje dyrektora Banku Ziemi Pokuckiej oraz prezesa Koła Przyjaciół Harcerstwa. Zmarł 21 lutego 1936 i został pochowany na cmentarzu w Kołomyi.

## Odznaczenia
- Krzyż Niepodległości – pośmiertnie (16 marca 1937)[7]
- Krzyż Jubileuszowy dla Cywilnych Funkcjonariuszów Państwowych (Austro-Węgry)[3]